# اشتلر ۱۴۰۱۶
سیارک ۱۴۰۱۶ (به انگلیسی: 14016 Steller، نامگذاری:1994BJ4) چهارده هزار و شانزدهمین سیارک کشف شده‌است که در ۱۶ ژانویه ۱۹۹۴ کشف شد.
قدر مطلق سیارک برابر ۳۲.۳ است.